# Sankt Niklaus
Sankt Niklaus - São Nicolau - é uma comuna suíça, no cantão do Valais, com cerca de 2.379 habitantes. Estende-se por uma área de 89,37 km², de densidade populacional de 27 hab/km². Confina com as seguintes comunas: Eisten, Embd, Ergisch, Grächen, Oberems, Randa, Saas Balen, Saas Fee. 
A língua oficial nesta comuna é o Alemão.